# Jochen Rindt
Jochen Rindt, né le 18 avril 1942 à Mayence (Allemagne) et mort le 5 septembre 1970 à Monza (Italie), est un pilote automobile autrichien d'origine allemande. Présent en Formule 1 de 1964 à 1970, il est sacré champion du monde en 1970 à titre posthume, fait unique dans les annales de la Formule 1. En effet, lors de cette saison, il remporte cinq victoires dont quatre consécutives au volant de sa Lotus 72, si bien que lorsqu'il est victime d'un accident mortel dans la Parabolique lors des essais libres du Grand Prix d'Italie, et alors qu'il reste encore quatre courses à disputer, son avance est telle qu'il n'est pas rattrapé, conservant après sa mort cinq points d'avance sur le pilote Ferrari Jacky Ickx.  

## Biographie

### Les débuts
Né en Allemagne en 1942 d'un père allemand et d'une mère autrichienne, Jochen Rindt perd ses parents quinze mois plus tard lors d'un bombardement allié. Recueilli par ses grands-parents maternels, il grandit à Graz, en Autriche. À sa majorité, grâce à un confortable héritage, il commence la course automobile, d'abord de manière « sauvage » dans les environs de Graz avec son ami d'enfance Helmut Marko, puis de manière officielle dans des compétitions de voitures de tourisme. 
En 1963, il accède à la monoplace après l'achat d'une Cooper de Formule Junior puis, en 1964, il acquiert une Brabham de Formule 2. Rindt fait rapidement sensation en remportant cette année-là le London Trophy sur le circuit de Crystal Palace devant plusieurs pilotes confirmés de Formule 1. Il fait également ses débuts dans le championnat du monde des voitures de sport, aux 1 000 kilomètres du Nürburgring le 31 mai 1964 sur une Ferrari 250 LM privée qu'il partage avec Umberto Maglioli ; il réalise à cette occasion le neuvième temps des essais. En fin de saison, il fait ses débuts en Formule 1 sur une Brabham privée à l'occasion de son Grand Prix national.
En 1965, Rindt est recruté comme pilote officiel Cooper. Faute de matériel compétitif, sa saison vire au chemin de croix mais il se console en voitures de sport : le 23 mai 1965 il obtient la troisième place des 1 000 km du Nürburgring sur une Porsche 904-8 usine avec Joakim Bonnier puis remporte au mois de juin les 24 Heures du Mans au volant d'une Ferrari de l'équipe américaine NART, en équipage avec Masten Gregory. Retardés par des ennuis mécaniques en début de course, les deux hommes obtiennent de leur direction le droit de piloter sans retenue et réalisent une spectaculaire remontée jusqu'à la victoire.

### Difficultés en Formule 1, succès en Formule 2

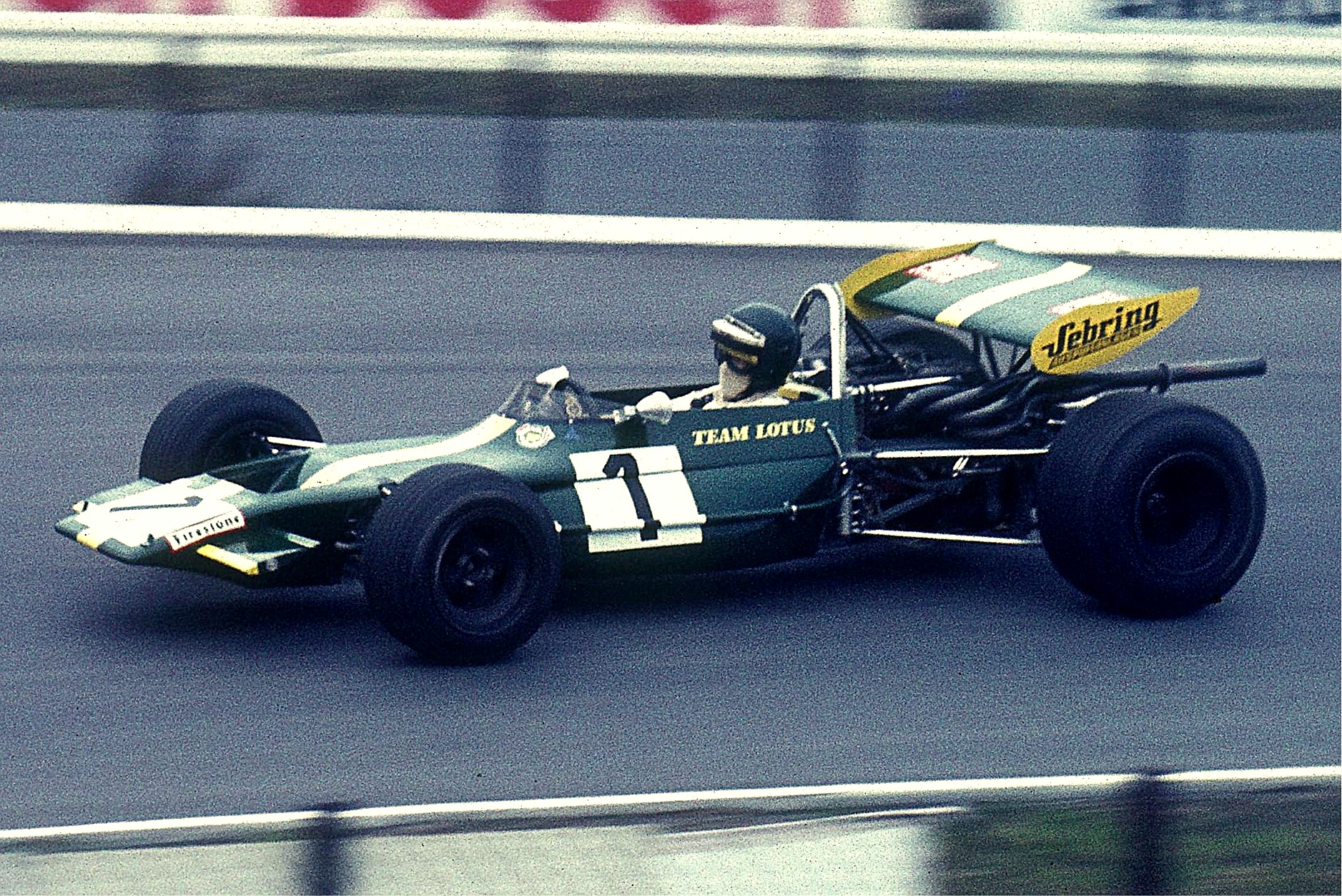
Jochen Rindt en 1970 au volant de sa Lotus 69 de Formule 2

Rindt fait parler de lui en Formule 1 lors de la saison 1966. Grâce à un partenariat avec Maserati, Cooper est une des écuries qui négocie le mieux le changement de réglementation et le passage vers la cylindrée augmentée à trois litres. Rindt boucle la saison à la troisième place du championnat du monde, avec plusieurs places d'honneur. Il obtient le premier podium de sa carrière en Formule 1 à Spa-Francorchamps, noyé par une terrible averse, où le jeune Autrichien, malgré une série de pirouettes en début de course, livre une démonstration de pilotage contrariée par des soucis moteurs qui l'obligent à céder la victoire à John Surtees.
La prometteuse saison 1966 de Rindt et des Cooper-Maserati n'a pas de suite : en 1967, les monoplaces anglo-italiennes sont dépassées et Rindt n'obtient que quelques points. Ses relations avec son directeur sportif Roy Salvadori s'en ressentent, et après une énième altercation, il est mis à pied la veille de l'ultime course de la saison. 
Cette saison n'entame pas la flatteuse image dont jouit Jochen dans le paddock car il s'affirme comme le maître de la Formule 2, discipline dans laquelle les écarts de matériel sont moindres et où son pilotage est mis à l'honneur. En 1968, il est recruté par Brabham Racing Organisation pour remplacer le champion du monde en titre Denny Hulme. Ce recrutement survient à contretemps pour Rindt :  dominatrices en 1966 et 1967 grâce à des solutions techniques simples et pragmatiques, les Brabham sont à la peine en 1968, notamment face aux Cosworth.

### Passage chez Lotus

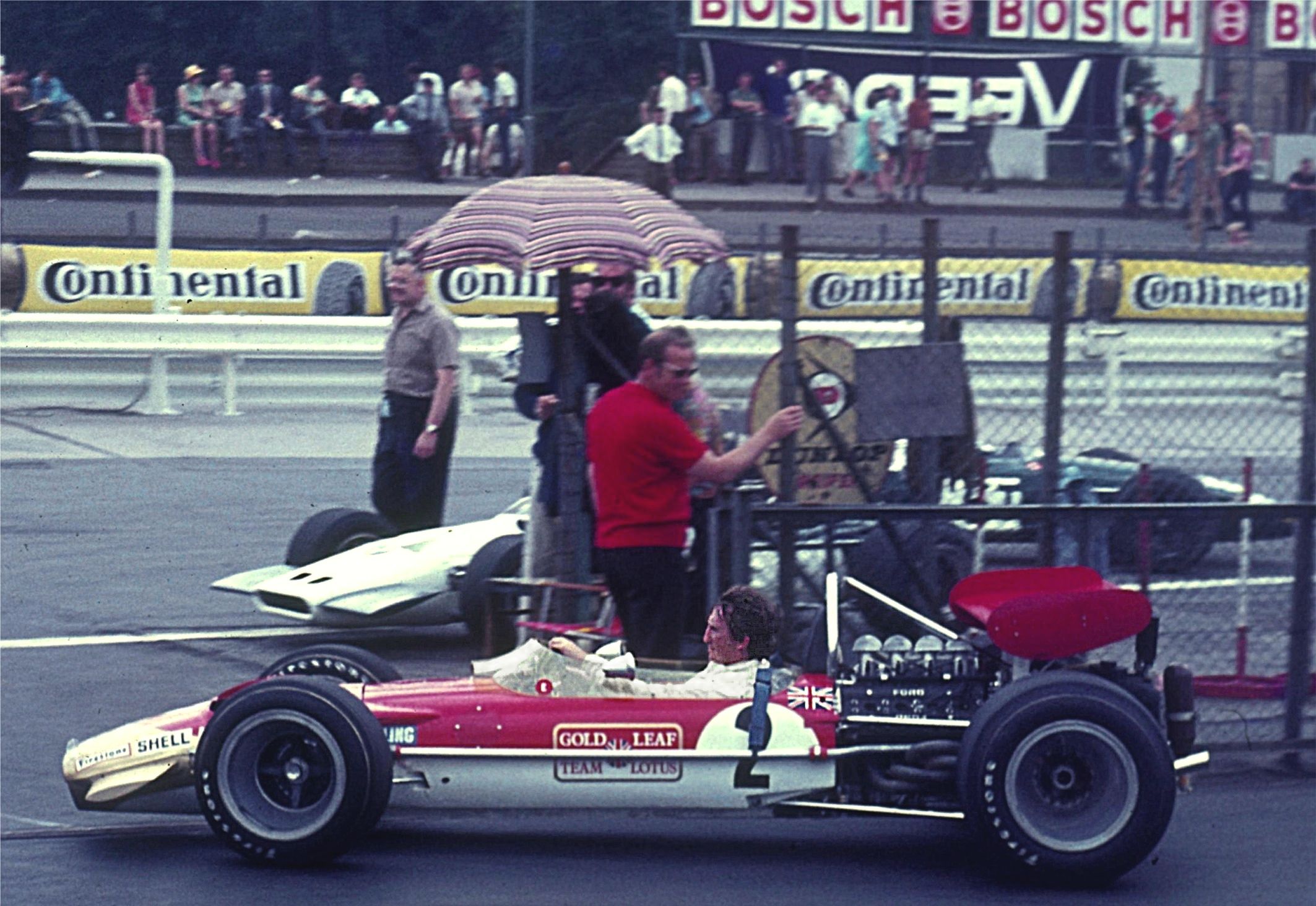
La Lotus 49 de Jochen Rindt en 1969 au Nürburgring

En 1969, Rindt rejoint Lotus où il remplace Jackie Oliver et est surtout attendu comme le remplaçant de Jim Clark, décédé un an plus tôt et avec lequel il est de plus en plus souvent comparé. Pour la première fois de sa carrière, celui qui passe alors pour être le pilote le plus rapide du monde, même si Jackie Stewart apparaît à beaucoup comme plus complet, bénéficie de la voiture la plus performante du plateau. 
Chez Lotus, la rapidité se conquiert souvent au détriment de la fiabilité et de la solidité des machines, Colin Chapman, le concepteur des Lotus a même créé l'adage light is right. Victime tout au long de la saison d'une impressionnante série de casses mécaniques, Rindt évite le pire de justesse au Grand Prix d'Espagne où il est victime d'une rupture de son aileron arrière (technique qui en est alors à ses balbutiements) au passage d'une bosse. Il ne doit qu'à la présence d'une double rangée de rails de sécurité d'avoir la vie sauve. 
Blessé au visage, il doit observer plusieurs semaines de repos et faire l'impasse sur le Grand Prix de Monaco. Il remporte la première victoire de sa carrière en Formule 1 en fin de saison à Watkins Glen et se classe quatrième du championnat, loin de son rival et ami Jackie Stewart sur Matra. 
Peu à l'aise au sein de l'équipe Lotus où il est en désaccord permanent avec Chapman, Rindt envisage de changer d'air lors de l'intersaison, mais Chapman grâce à des arguments financiers, retient son pilote, qui termine également deuxième de la Tasman Serie, avec deux succès à la clé.

### Sacré à titre posthume
Annoncé début 1970 comme favori de la saison après la séparation entre Stewart et Matra, Rindt doit attendre le Grand Prix de Monaco pour remporter son premier succès. Il profite d'une erreur de Jack Brabham, parti à la faute dans le dernier virage de l'épreuve, à force de surveiller l'Autrichien qui grossissait dans ses rétroviseurs. À partir du Grand Prix des Pays-Bas, aidé par sa révolutionnaire Lotus 72, il remporte quatre courses consécutives et, au sortir de l'été, a une confortable avance au championnat du monde. Ses rapports continuent de se détériorer avec Colin Chapman, le directeur de Lotus. Dans une période particulièrement sombre pour le sport automobile (Rindt est notamment très affecté par les morts successives de son ancien coéquipier Bruce McLaren puis de son ami Piers Courage), l'Autrichien vit de plus en plus mal le peu de souci de Chapman quant à  la sécurité de ses voitures. Ses craintes sont relayées par sa femme Nina Rindt, présente sur toutes les courses, qui se dispute régulièrement avec Chapman sur le sujet. Jochen Rindt promet à sa femme d'abandonner la Formule 1 au soir de son titre mondial, qui semble assuré tant son avance est grande sur ses poursuivants.
Rindt aborde le Grand Prix d'Italie, première des quatre manches encore à disputer avec l'ambition de creuser un écart définitif sur ses adversaires. Lors des essais, il est distancé par Jacky Ickx, encore en course pour l'obtention du titre mondial, dont la Ferrari se montre beaucoup plus véloce. Colin Chapman tente une option aérodynamique radicale en supprimant l'aileron arrière ainsi que les flaps à l'avant dans le but d'obtenir une vitesse de pointe plus élevée au détriment de l'appui. Rindt perd le contrôle de sa Lotus 72 dans cette configuration aux essais libres du 5 septembre. Un peu avant d'aborder la « Parabolique », la monoplace se déporte sur la gauche, percute le rail de sécurité et échoue dans le sable après une série de têtes-à-queue. L'avant de la monoplace est arraché, laissant voir les jambes de Rindt, inanimé et grièvement blessé au cou ; son décès est officialisé quelques heures plus tard. Si la cause de l'accident n'a pu être formellement établie, la thèse qui s'est imposée est celle d'une défaillance du système de freinage. 
Malgré le retour en forme de la Scuderia Ferrari avec une victoire de Clay Regazzoni en Italie puis de Jacky Ickx au Canada, la première place de Rindt au championnat du monde est définitivement assurée à l'occasion du Grand Prix des États-Unis, avant-dernière épreuve de la saison remportée par son remplaçant Emerson Fittipaldi. Pour la seule fois dans l'histoire de la Formule 1, un pilote est sacré champion du monde de Formule 1 à titre posthume,. 
Le championnat de Formule 2 historique (IHF2) lui rend hommage en décernant le Jochen Rindt Trophy au vainqueur de la catégorie A ;  Robert Simac l'a remporté plusieurs fois.

## Résultats en championnat du monde de Formule 1
- 60 Grands Prix disputés.
- 6 victoires.
- 13 podiums.
- 10 pole positions.
- 3 meilleurs tours en course.
- Champion du monde de Formule 1 1970.

| Saison | Écurie                      | Châssis      | Moteur                                                  | Pneus     | GP disputés | Victoires | Pole positions | Meilleurs tours | Points inscrits | Classement |
| ------ | --------------------------- | ------------ | ------------------------------------------------------- | --------- | ----------- | --------- | -------------- | --------------- | --------------- | ---------- |
| 1964   | RRC Walker Racing Team      | Brabham BT11 | BRM P56 V8                                              | Dunlop    | 1           | 0         | 0              | 0               | 0               | Nc.        |
| 1965   | Cooper Car Company          | T73 T77      | Climax FWMV V8                                          | Dunlop    | 9           | 0         | 0              | 0               | 4               | 13e        |
| 1966   | Cooper Car Company          | T81          | Maserati 9/F1 V12                                       | Dunlop    | 9           | 0         | 0              | 0               | 24              | 3e         |
| 1967   | Cooper Car Company          | T81 T81B T86 | Maserati 9/F1 V12 Maserati 10/F1 V12 Maserati 10/F1 V12 | Firestone | 10          | 0         | 0              | 0               | 6               | 13e        |
| 1968   | Brabham Racing Organisation | BT24 BT26    | Repco 740 V8 Repco 860 V8                               | Goodyear  | 12          | 0         | 2              | 0               | 8               | 12e        |
| 1969   | Gold Leaf Team Lotus        | 49B          | Ford-Cosworth DFV V8                                    | Firestone | 10          | 1         | 5              | 2               | 22              | 4e         |
| 1970   | Gold Leaf Team Lotus        | 49C 72A 72C  | Ford-Cosworth DFV V8                                    | Firestone | 9           | 5         | 3              | 1               | 45              | Champion   |

## Victoires en championnat du monde de Formule 1
| # | Année | Manche | Grand Prix      | Circuit          | Écurie              | Voiture |
| - | ----- | ------ | --------------- | ---------------- | ------------------- | ------- |
| 1 | 1969  | 10/11  | États-Unis      | Watkins Glen     | Lotus-Ford-Cosworth | 49B     |
| 2 | 1970  | 02/13  | Monaco          | Monaco           | Lotus-Ford-Cosworth | 49C     |
| 3 | 1970  | 05/13  | Pays-Bas        | Zandvoort        | Lotus-Ford-Cosworth | 72C     |
| 4 | 1970  | 06/13  | France          | Clermont-Ferrand | Lotus-Ford-Cosworth | 72C     |
| 5 | 1970  | 07/13  | Grande-Bretagne | Brands Hatch     | Lotus-Ford-Cosworth | 72C     |
| 6 | 1970  | 08/13  | Allemagne       | Hockenheim       | Lotus-Ford-Cosworth | 72C     |

## Résultats aux 24 Heures du Mans
| Année | Voiture        | Équipe                              | Équipier       | Résultat  |
| ----- | -------------- | ----------------------------------- | -------------- | --------- |
| 1964  | Ferrari 250 LM | North American Racing Team          | David Piper    | Abandon   |
| 1965  | Ferrari 250 LM | North American Racing Team          | Masten Gregory | Vainqueur |
| 1966  | Ford GT40 Mk I | F.R. English Ltd. / Comstock Racing | Innes Ireland  | Abandon   |
| 1967  | Porsche 907/6L | Porsche System Engineering          | Gerhard Mitter | Abandon   |

## Autres victoires notables sur voitures de sport
- Aspern et Innsbruck: deux victoires en Grand Tourisme pour chaque circuit, en 1965;
- 200 Milles de Zeltweg en 1965, sur Ferrari 250 LM;
- 4 Heures de Sebring en 1966, sur Alfa Romeo Giulia Sprint GTA;
- 6 Heures de Jarama en 1969, sur Porsche 908.

## Cinéma
Il apparaît dans le film Grand Prix, en 1966.